# Accord préliminaire de Genève sur le programme nucléaire iranien
Accord de Vienne (2015)

Carte des installations nucléaires iraniennes.

L’Accord préliminaire de Genève sur le programme nucléaire iranien, officiellement intitulé « Plan d’action conjoint », est un accord conclu à Genève (Suisse) par la république islamique d’Iran et les pays du P5+1 — l’Allemagne, la Chine, les États-Unis, la fédération de Russie, la France et le Royaume-Uni — le 24 novembre 2013. 
L’objet de cet accord est de parvenir à une solution globale mutuellement acceptable à long terme qui permette de s’assurer que le programme nucléaire iranien sera exclusivement civil et pacifique. Cette solution globale permettrait à l’Iran de jouir pleinement de son droit à l’énergie nucléaire à des fins pacifiques en vertu du Traité de non-prolifération nucléaire (TNP) en conformité avec ses obligations à ce titre, et impliquerait un programme d’enrichissement de l’uranium.
L’accord doit également conduire à la levée globale de toutes les sanctions du Conseil de sécurité de l’ONU ainsi que des sanctions multilatérales et nationales liées au programme nucléaire de l’Iran. En dépit de difficultés, compte tenu en particulier de l’interprétation restrictive donnée à certaines de ses dispositions par le gouvernement des États-Unis, cet accord a abouti à la signature d'un Plan global d'action conjoint le 14 juillet 2015.
Le 8 mai 2018 le président américain Donald Trump annonce le retrait des États-Unis de cet accord.

## Contexte

### Le développement du programme nucléaire iranien
La république islamique d’Iran (Iran) est un État membre, depuis 1959, de l’Agence internationale de l’énergie atomique (AIEA), et est partie depuis l’origine au Traité de non-prolifération nucléaire (TNP), qu’il a signé le 1er juillet 1968, en tant qu’État non doté d’armes nucléaires. L’Iran est également signataire des autres principaux instruments internationaux visant à prohiber l’usage des armes de destruction massive : la Convention sur l’interdiction des armes chimiques (qu’il a signée le 13 janvier 1993), la Convention sur les armes biologiques (qu’il a ratifiée le 22 août 1973), et le Protocole concernant la prohibition d'emploi à la guerre de gaz asphyxiants, toxiques ou similaires et de moyens bactériologiques (dit Protocole de Genève de 1925, auquel l’Iran a adhéré le 4 juillet 1929). Conformément à l’obligation faite aux États parties au TNP, l’Iran a signé le 19 juin 1973 un accord de garanties, basé sur le modèle d’accord développé par l’AIEA, qui est entré en vigueur le 15 mai 1974. Le programme nucléaire iranien a débuté en 1957, sous le régime du Shah, avec l’assistance des États-Unis.  En 1972, l’Iran et l’Égypte ont conjointement été à l’origine de la première initiative tendant à l’établissement d’une zone exempte d'armes nucléaires dans la région du Moyen-Orient. Cette initiative a conduit à l’adoption de la première résolution de l’Assemblée générale des Nations unies sur ce sujet, à savoir la résolution 3263 (XXIX) du 9 décembre 1974.

Le programme nucléaire iranien a par la suite été ralenti par la révolution islamique (1979), compte tenu notamment de la dénonciation des contrats de coopération nucléaire entre l’Iran et les pays occidentaux, puis par l’agression menée par l’Irak contre l’Iran, et le conflit qui s’est ensuivi (1980-1988). Le programme a cependant été relancé dans les années 1980. Depuis lors, les pays européens ont refusé de conclure de nouveaux contrats en matière de nucléaire, ceux conclus avec l’Iran avant la révolution islamique ayant été résiliés. L’Iran s’est alors tourné vers la république populaire de Chine, mais les États-Unis ont fait pression pour contraindre Pékin à annuler les contrats de coopération nucléaire conclus avec l’Iran. Les États-Unis ne sont en revanche jamais parvenus à faire échec au développement de la coopération nucléaire entre l’Iran et la Russie. Durant cette période, l’Iran a régulièrement protesté officiellement, lors des réunions de l’AIEA et des conférences périodiques de suivi du TNP, contre l’obstruction menée par certains pays, notamment les États-Unis et le Royaume-Uni, visant à empêcher l’Iran, mais aussi la plupart des pays en voie de développement, d’exercer leur droit inaliénable, expressément prévu par le TNP, d’avoir accès aux applications pacifiques de la technologie nucléaire. Durant les conférences générales de l’AIEA, l’Iran a également défendu le principe d’un renforcement du système de garanties de l’AIEA, et a soutenu l’adoption du Protocole additionnel. Durant le conflit qui a suivi l’invasion de l’Iran par l’Irak de Saddam Hussein, l’Irak a utilisé sur une grande échelle des armes de destruction massive contre l’Iran, lors d’attaques chimiques qui ont fait des dizaines de milliers de morts iraniens (civils et militaires).
Le gouvernement iranien, compte tenu du fait que la quasi-totalité des États, sous la pression des États-Unis, refusaient de lui fournir les matériaux et équipements nécessaires au développement de ses activités nucléaires, a alors estimé nécessaire de se tourner vers le « marché noir ». Le futur ministre iranien des affaires étrangères, Mohammad Javad Zarif, expliquait en 2005 que, dans le but de se prémunir contre les restrictions (jugées par l’Iran illégales et illégitimes) l’empêchant de se doter de matériaux et d’équipements nucléaires, l’Iran avait considéré ne pas avoir d’autre option que d’être « discret » dans ses activités nucléaires, en elles-mêmes légales et pacifiques.

### Origine de la controverse sur le programme nucléaire iranien
En 1997, lors de la conférence générale de l’AIEA, le délégué iranien déclarait que l’objectif du pays était de parvenir à ce que, dans un délai de 20 ans, 20 % de l’électricité du pays soit produite par des centrales nucléaires. Et lors de la conférence générale de l’AIEA de 2002, l’Iran annonçait le lancement d’un programme à long terme (20 ans) de construction de centrales nucléaires, ce programme comprenant l’ensemble des technologies et des activités du cycle nucléaire. À la suite de cette annonce, et dans le contexte d’allégations formulées par l’Organisation des moudjahiddines du peuple iranien (OMPI), portant sur l’existence d’activités nucléaires clandestines en Iran, l’AIEA organise des visites en Iran, et des réunions ont lieu avec les responsables iraniens (2002-2003). L’AIEA identifie dans un rapport rendu public en juin 2003 un certain nombre de « défaillances » de la part de l’Iran, en l’occurrence des manquements à certaines obligations déclaratives stipulées dans son Accord de garanties. Ces défaillances, précise le même rapport, sont “en cours de rectification par l’Iran”. En octobre 2003, l’Iran annonçait vouloir fournir un tableau complet de ses activités nucléaires, afin de lever toute ambiguïté et tout doute quant au caractère exclusivement pacifique de ces activités et d’ouvrir une nouvelle phase de confiance et de coopération dans ce domaine au niveau international. L’AIEA devait par la suite confirmer que l’Iran avait mis en pratique ces résolutions. L’AIEA reconnaît également, en novembre 2003, qu’ « il n’y a pas de preuve à ce jour que les matières et activités nucléaires qui n’ont pas été déclarées par le passé aient un rapport avec un programme d’armement nucléaire ». Toutefois, elle précise que « compte tenu des anciennes pratiques de dissimulation de l’Iran, cela prendra un certain temps avant que l’Agence ne puisse conclure que le programme nucléaire iranien est exclusivement à des fins pacifiques ». L’AIEA recommande, dans ce contexte, l’application par l’Iran d’un Protocole additionnel à son Accord de garanties. C’est ce que fera l’Iran en signant un Protocole additionnel avec l’AIEA en novembre 2003, et en l’appliquant à titre provisoire sans attendre sa ratification par le Parlement iranien (Majlis).

### Historique des négociations et précédents accords

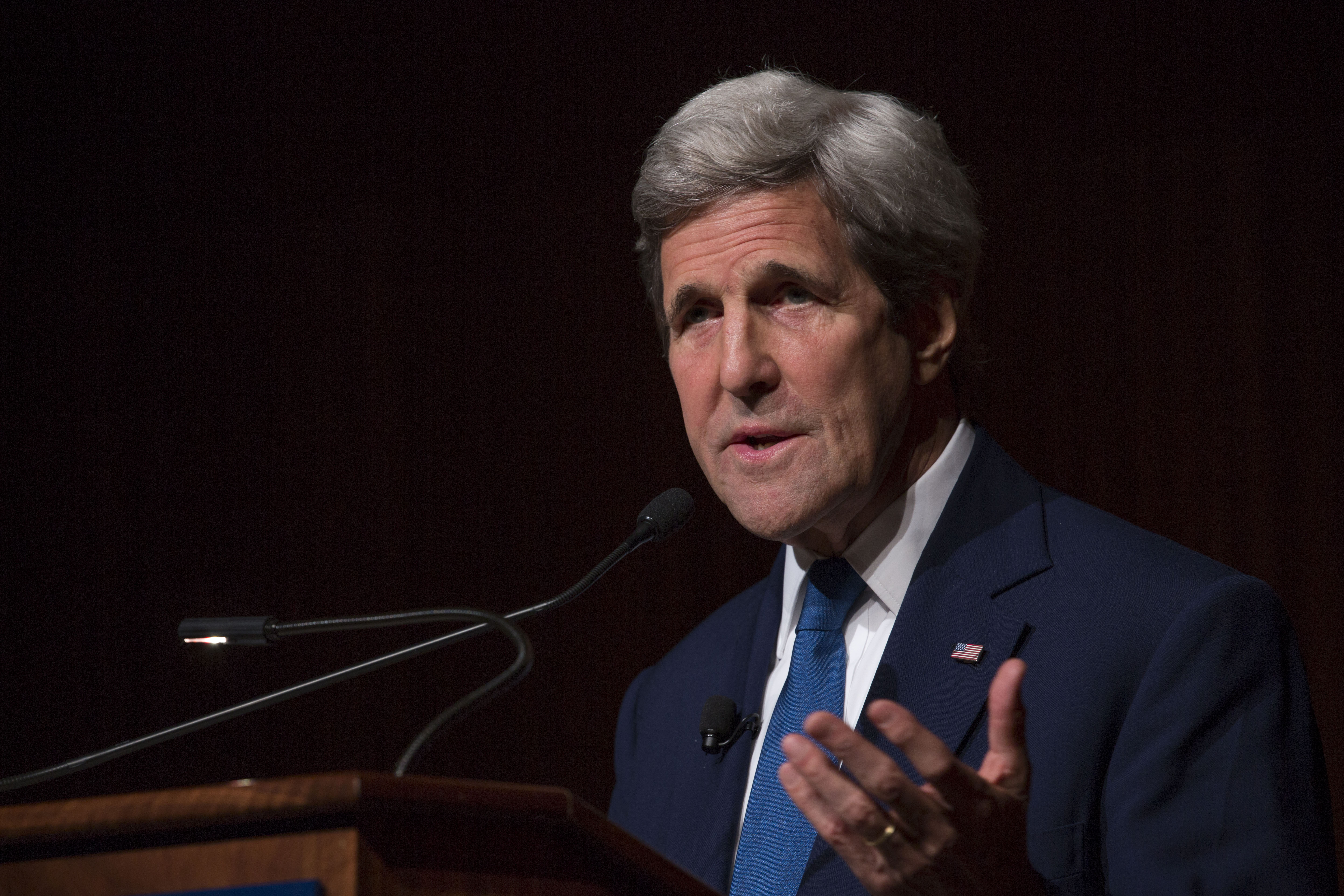
John Kerry, secrétaire d'État des États-Unis et fervent soutien de l'Accord de Genève.

L’Accord intermédiaire de Genève n’est pas le premier accord intervenu entre l’Iran et les puissances occidentales sur le programme nucléaire. Il fait suite à l’Accord de Téhéran (2003), à l’Accord de Paris (2004), au Plan de travail (2007) et à l'accord Iran-Brésil-Turquie de 2010. Les deux premiers accords ont échoué par suite de désaccords persistants sur l’existence et l’étendue du droit de l’Iran de poursuivre des activités d’enrichissement de l’uranium. Quant à l’accord de 2007, s’il a permis de résoudre toutes les questions en suspens qu’il identifié, il n’a cependant pas permis d’aboutir à une solution globale de la crise, par suite de nouvelles allégations sur l’existence d’une possible dimension militaire du programme nucléaire iranien.

#### Accord de Téhéran (2003)

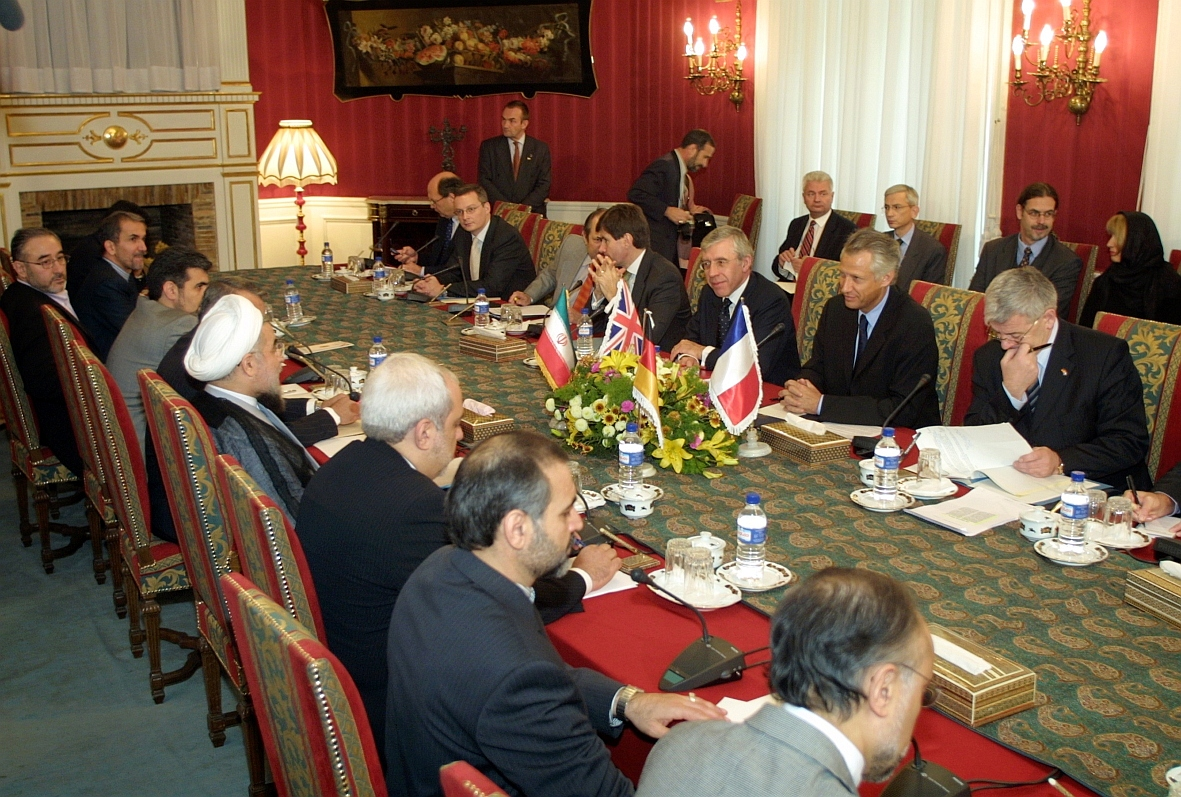
Une délégation ministérielle de l'Union européenne en Iran lors des discussions sur le programme nucléaire iranien, le 21 octobre 2003.

À la fin de l'année 2003, la France, l’Allemagne et le Royaume-Uni (désignés collectivement comme E3), conjointement avec le haut représentant européen pour la politique étrangère et de sécurité commune (PESC), Javier Solana, entament des négociations avec l’Iran visant à résoudre la crise. Le 21 novembre 2003, ils parviennent à un accord, connu sous le nom d’Accord de Téhéran. L’Iran y affirme que son programme nucléaire a un caractère exclusivement pacifique. Il s’engage à mettre en œuvre une pleine coopération avec l’AIEA, notamment par la signature et l’application du Protocole additionnel, dans le but de clarifier toutes les questions ouvertes et remédier à toutes les défaillances possibles. L’Iran suspend provisoirement ses activités d’enrichissement de l’uranium, à titre de mesure volontaire et destinée à renforcer la confiance mutuelle, tout en maintenant qu’il possède le droit de développer le nucléaire à des fins pacifiques. De leur côté, les occidentaux reconnaissent le droit de l’Iran de bénéficier de l’énergie nucléaire civile en conformité avec le TNP.

#### Accord de Paris (2004)
L’Accord  de Paris est signé le 15 novembre 2004 entre l’Iran et le groupe E3/UE (France, Allemagne, Royaume-Uni, avec l’appui du haut représentant de l’Union européenne). Il  reconnaissait « les droits de l’Iran au titre du TNP à condition qu’ils soient exercés en conformité avec ses obligations aux termes du traité, sans discrimination ». Pour sa part, l’Iran
y réaffirmait que « conformément à l’article II du TNP, il ne cherche pas ni ne cherchera à acquérir des armes nucléaires ». L’Iran s’engageait à « coopérer pleinement avec l’AIEA dans un esprit de totale transparence », et à continuer d’appliquer volontairement le Protocole additionnel d’ici sa ratification. À titre de mesure de renforcement de la confiance, l’Iran s’engageait volontairement à poursuivre et à étendre sa suspension à toutes les activités liées à l’enrichissement et les activités de retraitement. L’accord précisait que le groupe E3/UE reconnaissait que « cette suspension est une mesure volontaire de construction de la confiance, et non une obligation juridique ». Cette suspension devait être maintenue tant que les négociations continueraient sur un accord mutuellement acceptable portant sur des arrangements à long terme. Dans le cadre de cette suspension, le E3/UE et l’Iran étaient convenus d’entamer des négociations en vue de parvenir à un accord mutuellement acceptable sur des arrangements à long terme.

#### Accord de 2007
Courant 2007, des négociations entre Ali Larijani, alors Secrétaire du Conseil suprême de sécurité nationale de la RI d’Iran, et Mohamed ElBaradei, alors Directeur général de l’AIEA, aboutissent, le 21 août 2007, à un accord, dont l’intitulé officiel est « Points d’accord entre la république islamique d’Iran et l’AIEA sur les modalités de règlement des problèmes en suspens ».  Aux termes de cet accord, l’AIEA confirme qu’elle a « pu vérifier le non-détournement des matières nucléaires déclarées dans les installations d’enrichissement en Iran et a donc conclu qu’elles étaient restées affectées à des utilisations pacifiques ». Cet accord vise également à clarifier les diverses questions restant en suspens, identifiées par l’AIEA, à savoir : 
- La question des expériences relatives au plutonium ;
- Le problème des centrifugeuses P1 et P2
- La source de la contamination constatée par l’AIEA à l’université technique de Téhéran.
- La question du document relatif à l'uranium métal
- Et quelques autres problèmes en suspens (désignés comme le 210Po et la mine de Ghachine).

Enfin, le document vise à clarifier la question des « études présumées » (les allégations selon lesquelles l’Iran aurait mené des études sur divers projets (le projet Green Salt, des essais d’explosifs brisants et du corps de rentrée de missile) pouvant avoir une dimension nucléaire militaire. L’Iran réaffirme que ces allégations sont infondées, mais en signe de bonne volonté et de coopération avec l’AIEA, il s’engage, une fois qu’il aura reçu tous les documents correspondants, à les examiner et à informer l’AIEA de son évaluation. 
Cet accord visait à une solution globale et définitive de la controverse sur le programme nucléaire iranien, car il était expressément censé couvrir « tous les problèmes en suspens », l’AIEA confirmant « qu’il n’y avait pas d’autres problèmes en suspens ni ambiguïtés en ce qui concerne le programme et les activités nucléaires passés de l’Iran ». L’AIEA et l’Iran étaient convenus aux termes de l’accord, qu’après la mise en œuvre du plan de travail visant à la résolution des questions ci-dessus (et suivant des modalités convenues de règlement des problèmes en suspens), « l’application des garanties [sur le nucléaire] en Iran se ferait de manière habituelle ».
La mise en œuvre du « plan de travail » prévu par l’accord de 2007 s’est déroulée avec succès et a conduit l’AIEA, en février 2008, à considérer comme « réglées » les questions identifiées par l’accord de 2007. Cependant, l’échec des tentatives de résolution de la question des « études présumées » s’explique par le fait que l’AIEA, qui avait pris l’engagement aux termes de l’accord de 2007, de permettre à l’Iran « de consulter la documentation qu’elle possède » (l’Iran devant pour sa part « une fois qu’il aura reçu tous les documents correspondants », les examiner et informer l’AIEA son évaluation), n’a pas fourni à l’Iran de document officiel et authentifié contenant des preuves écrites. En tout état de cause, l’AIEA, au vu des documents en sa possession, indiquait en février 2008 qu’elle n’avait « pas détecté l’utilisation des matières nucléaires liées aux études présumées » et qu’elle n’avait « pas d’informations crédibles à cet égard ».

#### Accord Iran-Brésil-Turquie (2010)
Le 17 mai 2010 à Téhéran, l’Iran, le Brésil et la Turquie signent une « déclaration conjointe » visant à parvenir à la solution de la crise par le biais d’un échange de combustible nucléaire. L’Accord réaffirme le droit des États parties au TNP, y compris l’Iran, de développer un programme nucléaire à des fins pacifiques, en ce compris des activités d’enrichissement, sans discrimination.
Aux termes de l’accord, l’Iran accepte de déposer, dans le délai d’un mois, 1 200 kg d’uranium faiblement enrichi (LEU) en Turquie. L’accord prévoyait qu’en cas de réponse positive de la part des membres du “Groupe de Vienne” (États-Unis, Russie, France et AIEA), un accord ultérieur serait formalisé, prévoyant la livraison par le Groupe de Vienne à l’Iran de 120 kg de combustible pour le Réacteur de recherche de Téhéran (Tehran Research Reactor ou TRR), dans le délai d’un an. 
Cet accord n’a jamais mis en œuvre. Il est apparu que l’administration américaine, qui avait dans un premier temps soutenu les négociations menées par le Brésil et la Turquie — le président Barack Obama écrit à son homologue brésilien Lula sur ce point — est par la suite, pour des raisons de politique intérieure, revenue sur son positionnement et poussé à l’adoption d’une nouvelle série de sanctions contre l’Iran au Conseil de sécurité des Nations unies. L’adoption de la résolution 1929 (2010) au Conseil de sécurité le 9 juin 2010 marque l’échec définitif de cet accord.

## Contenu de l’Accord préliminaire de Genève

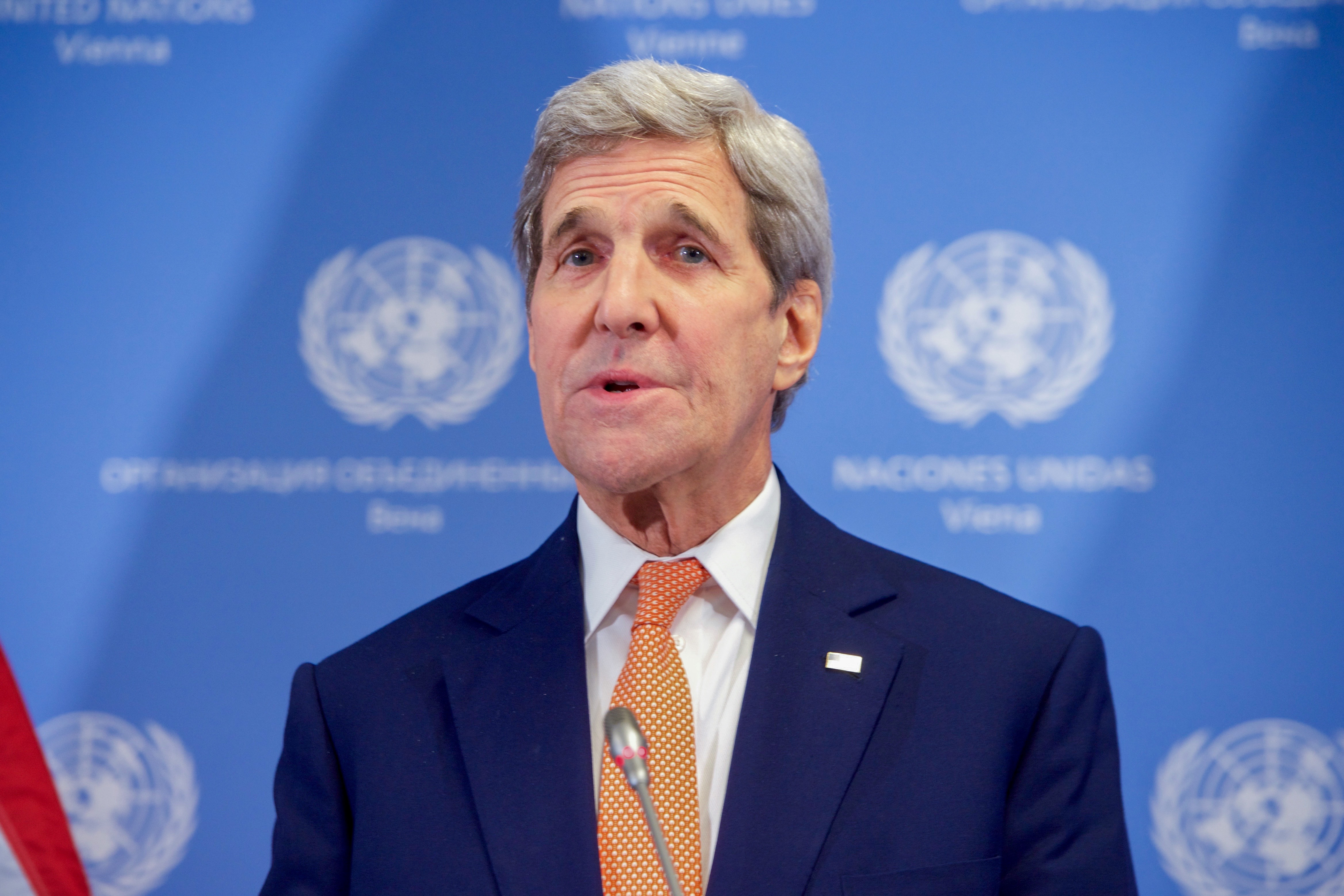
John Kerry lors de la conférence de presse après la signature de l'accord.

L’Accord préliminaire de Genève a été rédigé en anglais, et sa traduction française a fait l’objet d’un document officiel de l’AIEA, que l’on peut consulter sur le site de l’AIEA (une autre traduction française est annexée à un communiqué de presse de l’ambassade de la république islamique d’Iran à Paris).

### Préambule de l’Accord
Le préambule de l’Accord préliminaire indique que le but de ces négociations est de parvenir à une solution globale, à long terme, mutuellement agréée, qui garantirait que le programme nucléaire de l’Iran sera exclusivement pacifique. L’Iran y réaffirme « qu’il ne cherchera en aucun cas à acquérir ou à élaborer des armes nucléaires ». Cette solution globale s’appuierait sur des « mesures initiales » et déboucherait sur une « étape finale » pour une période à convenir et la résolution des sujets de préoccupation. Ceci permettrait à l’Iran, aux termes de l’accord, « de jouir pleinement de son droit à l’énergie nucléaire à des fins pacifiques en vertu des articles pertinents du TNP, conformément à ses obligations qui y sont définies ». Cette solution globale comporterait « un programme d’enrichissement mutuellement défini avec des limites pratiques et des mesures de transparence pour garantir le caractère pacifique de ce programme ». Cette solution comporterait un processus réciproque, par étapes, et entraînerait la levée globale de toutes les sanctions du Conseil de sécurité de l’ONU, ainsi que des sanctions multilatérales et nationales liées au programme nucléaire de l’Iran.

### Mise en place d’une commission conjointe
L’accord prévoit la mise en place d’une commission conjointe réunissant l’E3/EU+3 et l’Iran, chargée de suivre la mise en œuvre des mesures à court terme devant être mises en œuvre par l’Iran et résoudre les problèmes qui pourraient surgir, l’AIEA étant pour sa part chargée de la vérification des mesures liées au nucléaire. Cette commission doit travailler avec l’AIEA « pour faciliter la résolution des sujets de préoccupation passés et actuels ». Elle doit également superviser les mesures devant être prises durant la première étape par le groupe E3/EU+3, c’est-à-dire principalement la suspension de certaines sanctions et l’abstention de la mise en œuvre de sanctions additionnelles.

### La première étape (d’une durée de six mois, renouvelable par consentement mutuel)
Durant cette première étape, l’Iran conserve la moitié de l’uranium enrichi jusqu’à 20 % qu’il possède actuellement « comme stock de travail d’oxyde à 20 % » en vue de la fabrication de combustible pour le Réacteur de recherche de Téhéran. Il dilue le reste de l’uranium enrichi à 20 %, à pas plus de 5 %, et s’engage notamment à ne pas enrichir pas d’uranium à plus de 5 % au cours des six mois, et à cesser l’avancée de ses activités à l’installation d’enrichissement de combustible de Natanz, à Fordou, et au réacteur d’Arak, et à ne pas mettre en place de nouveaux emplacements pour l’enrichissement.
L’Iran est autorisé, pendant cette période, à poursuivre ses pratiques de recherche et développement (R&D) soumises aux garanties, y compris ses pratiques actuelles de R&D sur l’enrichissement, qui ne sont pas conçues pour l’accumulation d’uranium enrichi. Il met en œuvre des mesures de surveillance améliorée, comportant la communication, dans un délai de trois mois, d’informations spécifiées à l’AIEA (notamment des informations sur les plans de l’Iran pour les installations nucléaires, une description de chaque bâtiment sur chaque site nucléaire, une description de l’échelle des opérations pour chaque emplacement engagé dans des activités nucléaires spécifiées, des informations sur les mines et le traitement de l’uranium, et des informations sur la matière brute. L’Iran facilite également, dans les conditions déterminées par l’accord, un accès plus important des inspecteurs de l’AIEA aux installations nucléaires.

En retour, l’E3/UE+3 prend un certain nombre de mesures, parmi lesquelles :
- une pause dans les efforts visant à réduire davantage les ventes de pétrole brut par l’Iran, pour permettre aux clients actuels de ce pays d’acquérir leurs quantités moyennes actuelles de pétrole brut.
- l’autorisation du rapatriement d’un montant convenu de revenus détenus à l’étranger. Concernant ces ventes de pétrole, suspendre les sanctions de l’UE et des États-Unis sur les services d’assurance et de transport associés.
- la suspension des sanctions des États-Unis et de l’UE sur les exportations iraniennes de produits pétrochimiques, l’or et les métaux précieux, et sur les services associés.
- la suspension des sanctions des États-Unis sur l’industrie automobile iranienne.
- la délivrance des autorisations pour la fourniture et l’installation en Iran de pièces détachées pour la sécurité des vols dans l’aviation civile iranienne.
- l’engagement de ne faire adopter aucune nouvelle sanction du Conseil de sécurité des Nations unies liée au nucléaire.
- l’engagement de ne faire adopter aucune nouvelle sanction de l’UE et des États-Unis liée au nucléaire.
- la mise en place d’un circuit financier, au moyen des recettes pétrolières de l’Iran détenues à l’étranger, afin de faciliter le commerce humanitaire (produits alimentaires et agricoles, médecine, matériel médical et dépenses médicales encourues à l’étranger) pour les besoins nationaux de ce pays. Ce circuit concernerait des banques étrangères spécifiées et des banques iraniennes non désignées par les sanctions en vigueur.
- le relèvement jusqu’à un montant convenu des seuils d’autorisation de l’UE pour les transactions commerciales non soumises aux sanctions.

### L’étape finale: une solution globale
L’étape finale doit être mise en œuvre au plus tard un an après l’adoption de l’Accord préliminaire. Elle doit faire l’objet d’un accord ayant une durée à long terme spécifiée. Celui-ci devra refléter « les droits et les obligations des parties au TNP et aux accords de garanties de l’AIEA ».
Cet accord final comportera en particulier :
- La levée globale des sanctions du Conseil de sécurité des Nations unies et des sanctions multilatérales et nationales liées au nucléaire, « y compris des mesures relatives à l’accès dans les domaines du commerce, de la technologie, de la finance et de l’énergie, selon un calendrier à convenir ».
- un programme d’enrichissement défini mutuellement, « assorti de paramètres convenus d’un commun accord conformément aux besoins pratiques, avec des limites convenues en ce qui concerne la portée et le niveau des activités d’enrichissement, leur capacité, les lieux où ce programme serait exécuté, et les stocks d’uranium enrichi, pour une période à convenir ».
- la résolution des préoccupations liées au réacteur d’Arak.
- l’application de mesures de transparence et de surveillance améliorée convenues.
- la ratification et l’application par l’Iran du Protocole additionnel, conformément aux rôles respectifs du Président et du parlement iranien (Majlis).
- une coopération nucléaire civile internationale, « notamment pour l’acquisition de réacteurs à eau ordinaire et réacteurs de recherche modernes et d’équipements connexes, et la fourniture de combustible nucléaire moderne et de pratiques de R&D convenues ».

L’Accord préliminaire prévoir enfin que « lorsque l’étape finale de la solution globale aura été mise en œuvre avec succès pour toute sa durée, le programme nucléaire iranien sera traité de la même manière que celui de tout État partie au TNP non doté d’armes nucléaires ».

### La question du droit à l’enrichissement
Le TNP, dans son article IV, consacre expressément le droit des États parties de développer un programme nucléaire civil sans discrimination, et sans autres restrictions que celles pouvant résulter des obligations de non-prolifération énoncées par le TNP :
Aucune disposition du présent Traité ne sera interprétée comme portant atteinte au droit inaliénable de toutes les Parties au Traité de développer la recherche, la production et l’utilisation de l’énergie nucléaire à des fins pacifiques, sans discrimination et conformément aux dispositions des articles I et II du présent Traité.
L’Accord préliminaire, quant à lui, vise à parvenir à ce que le programme nucléaire iranien soit « traité de la même manière que celui de tout autre État non possesseur d’armes nucléaires partie au TNP », et comporte explicitement la poursuite d’un programme d’enrichissement en Iran. Il indique expressément que l’étape finale de la solution globale de la controverse sur le programme nucléaire iranien comportera un programme d’enrichissement, même si les modalités de celui-ci demeurent à négocier.
La question du droit de l’Iran à l’enrichissement de l’uranium est, depuis l’origine, au centre de la controverse. Certains pays occidentaux n’acceptent pas l’idée que l’Iran puisse conserver une capacité d’enrichissement, alors même que ce droit résulte des termes du TNP, auquel l’Iran est partie. Deux des précédents accords (l’Accord de Téhéran de 2003 et l’Accord de Paris de 2004) ont achoppé sur la question de l’existence (et de l’étendue) du droit de l’Iran à l’enrichissement.

### L’interprétation de l’Accord préliminaire
La mise en œuvre de l’Accord préliminaire se heurte à des difficultés, liées notamment au fait que les États-Unis défendent une interprétation restrictive de cet accord.

#### Position de l’Iran
L’Iran a toujours souligné qu’il ne renoncerait pas à posséder des capacités d’enrichissement de l’uranium. Ainsi, le président iranien Hassan Rohani a indiqué au Forum économique mondial de Davos 2014 que le droit à l’énergie nucléaire pacifique, incluant le droit à l’enrichissement, constitue un « droit inaliénable des États ».

L’Iran a indiqué qu’il rejette fermement toute interprétation unilatérale de l’Accord préliminaire, notamment celle défendue par des officiels du gouvernement des États-Unis qui prétendent que l’Accord préliminaire ne comporte pas la poursuite par l’Iran des activités d’enrichissement. Le ministre des Affaires étrangères, M. Javad Zarif, a estimé dans un entretien accordé le 23 janvier 2014 à la chaîne CNN, que l’administration Obama tentait de distordre la réalité dans l’interprétation qu’elle fait de l’Accord préliminaire. Il a souligné que la “terminologie” utilisée par la Maison Blanche (qui parle de « démantèlement du programme nucléaire iranien ») pour décrire l’Accord, « différait du texte » signé par l’Iran et les autres parties à l’Accord. Il est vrai qu’en droit international, l’interprétation d’un accord international dans un sens particulier, qui ne ressort pas des termes mêmes de l’accord, ne peut résulter que de l’accord subséquent des parties à l’accord initial, ou de leur pratique subséquente.

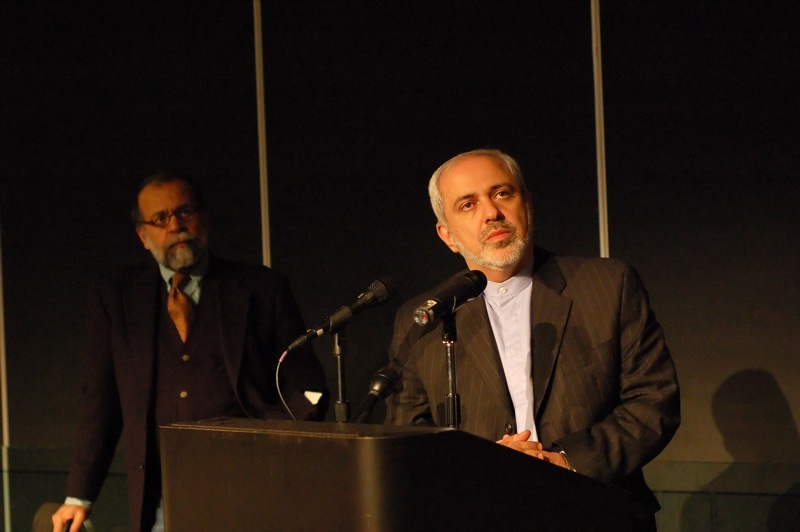
Le ministre iranien des Affaires étrangères, Mohammad Javad Zarif

#### Position de la Russie
La Russie a salué la conclusion de l’Accord préliminaire, a explicitement indiqué que « l’essence [de l’Accord préliminaire] est la reconnaissance du droit inconditionnel de l’Iran de développer son programme nucléaire pacifique, incluant le droit d’enrichir l’uranium ». Le ministre des Affaires étrangères, Serguei Lavrov, évoquant l’Accord le jour de sa conclusion, a déclaré : “nous sommes tous d’accord que nous devons reconnaître le droit de l’Iran à l’usage de l’énergie nucléaire à des fins pacifiques, incluant le droit de l’enrichir”.

Il est à noter que le Ministère des affaires étrangères de Russie a protesté, le 7 février 2014, contre l'édiction par les États-Unis, le 6 février 2014, de nouvelles sanctions contre des entités et personnes physiques iraniennes. Dans un communiqué, il a estimé que le fait que l'adoption de ces nouvelles mesures était de nature à affecter négativement les négociations sur un accord définitif.

#### Position des États-Unis
En dépit de certaines déclarations officielles soutenant une interprétation unilatérale restrictive de l’Accord , il semble, selon plusieurs sources, que l’administration Obama soit disposée à accepter que l’Iran dispose en définitive d’une capacité « indigène » d’enrichissement. Les États-Unis rejettent par principe l'existence d'un "droit" à l'enrichissement de l'uranium, mais admettent au cas par cas que des États puissent en pratique avoir un programme d'enrichissement d'uranium. John Kerry déclarait ainsi le 24 novembre 2013 que l'Accord préliminaire ne se prononçait pas sur la question de savoir si l'Iran a un droit à l'enrichissement, et que cette question serait l'objet de négociations ultérieures.
Cependant, dans le même temps, la menace d’une action militaire contre l’Iran a été brandie par le secrétaire d’État américain John Kerry le 26 janvier 2014 en cas de non-respect par l’Iran de l’Accord préliminaire de Genève, et a été sévèrement condamnée par l’Iran comme contre-productive, de nature à briser la confiance mutuelle, et contraire au droit international.

#### Position de la France
Le président de la République française, François Hollande, a salué la conclusion de l’Accord préliminaire. Laurent Fabius, ministre des Affaires étrangères, a indiqué que cet accord « confirme le droit de l’Iran à l’énergie nucléaire civil », tout en excluant « totalement la possibilité d’accès au nucléaire militaire ».

#### Position de l’Allemagne, de la république populaire de Chine et du Royaume-Uni
L’Allemagne, la Chine  et le Royaume-Uni ont salué la conclusion de l’Accord préliminaire, sans se prononcer explicitement dans leurs déclarations officielles sur la question de l’interprétation de l’Accord concernant le droit à l’enrichissement.

#### Autres prises de position
Dans une tribune publiée par le Guardian le 27 novembre 2013, l’ancien directeur général de l’AIEA (1981-1997), Hans Blix, a noté que l’Accord préliminaire « évitait de traiter la question controversée du « droit à l’enrichissement ». Il a estimé que :
Certains ont argumenté que l’article du TNP qui déclare que rien dans le traité n’affecte le « droit inaliénable » de « développer la recherche, la production et l’utilisation de l’énergie nucléaire à des fins pacifiques » doit être vu comme qualifiant le droit à l’enrichissement. D’autres soutiennent – de façon plus persuasive, je pense – que l’article souligne seulement que, au-delà de l’obligation de ne pas “fabriquer ou acquérir de quelque autre manière des armes nucléaires", les parties au TNP n’ont pas convenu d’une quelconque restriction à leur liberté d’utiliser l’énergie nucléaire. Quand le nouvel Accord de Genève prend acte de l’annonce par l’Iran qu’il n’enrichira pas – pour six mois – de l’uranium au-dessus de 5 %, l’Iran peut raisonnablement soutenir que, en dépit du fait que le Conseil de sécurité demande la suspension de l’enrichissement, l’accord doit être vu comme au moins acquiesçant à l’enrichissement futur par l’Iran jusqu’à 5 %.

## Mise en œuvre de l’accord

### Suspension de certaines composantes du programme nucléaire par l’Iran
La suspension de la production d’uranium enrichi à 20 %, a été mise en œuvre par l’Iran le 20 janvier 2014. L’Iran a également désactivé les cascades de centrifugeuses qu’il utilisait pour produire l’uranium enrichi à 20 %, a commencé à diluer son stock d’uranium enrichi à 20 %, et n’a pas installé de nouvelles centrifugeuses à Natanz ni à Fordow. Toutes ces mesures ont été confirmées par l’AIEA, ce qu’a également reconnu la Maison Blanche.

### Coopération avec l'AIEA pour la résolution des questions relatives au programme nucléaire iranien
Le 11 novembre 2013, l'Iran et l'AIEA sont convenus, dans le cadre d'une « déclaration commune sur un cadre de coopération », de mesures tendant à la résolution des questions passées et présentes relatives au programme nucléaire iranien.  
Cet accord prévoyait la mise en œuvre par l'Iran d'un certain nombre de mesures pratiques initiales. L'AIEA a confirmé, le 9 février 2014, que l'Iran avait bien mise en œuvre ces mesures. Le même jour, les réunions techniques entre l'Iran et l'AIEA ont abouti à un accord sur sept mesures concrètes, allant au-delà des engagements prévus par l'accord de garanties AIEA-Iran de 1974, visant à créer la confiance, et qui doivent être mises en œuvre par l'Iran de manière volontaire, au plus tard le 15 mai 2014. Ces mesures sont les suivantes :
- Fournir des informations pertinentes mutuellement convenues et un accès règlementé à la mine de Saghand à Yazd ;
- Fournir des informations pertinentes mutuellement convenues et un accès règlementé à l'usine de concentration d'Ardakan ;
- Soumission d'un questionnaire concernant les renseignements descriptifs (QRD) mis à jour pour le réacteur IR-40 ;
- Prendre des mesures pour aboutir à un accord avec l'AIEA sur la conclusion d'une approche de garantie pour le réacteur IR-40 ;
- Fournir des informations pertinentes mutuellement convenues et l'organisation d'une visite technique au Centre Laser Lashkar Ab'ad ;
- Fournir des informations sur les matières brutes, n'ayant pas encore atteint la composition et la pureté nécessaires pour la fabrication du combustible ou l'enrichissement isotopique, y compris les importations de ces matières et l'extraction de l'uranium à partir des phosphates par l'Iran;
- Fournir des informations et des explications à l'AIEA en vue d'évaluer les déclarations de l'Iran relatives au besoin ou à l'application du développement de détonateurs à fil explosant.

### Suspension des sanctions
Certaines sanctions contre l’Iran sont suspendues à compter du 20 janvier 2014. Cependant, des incertitudes persistent sur l’étendue et les modalités exactes de la suspension des sanctions prévue par l’Accord préliminaire, et plusieurs gouvernements occidentaux, dont les États-Unis, font valoir que la quasi-totalité des sanctions demeure en vigueur, de façon à peser sur l’Iran et son économie.

#### Mesures prises par les États-Unis
Aux États-Unis, l’administration du Trésor (US Department of the Treasury) a émis des « lignes directrices » sur les modalités de suspension des sanctions sur l’industrie automobile iranienne. Il a également publié une « déclaration » sur les modalités de mise en œuvre des procédures de licence en matière de pièces détachées pour l’aviation civile en Iran (et les services correspondants).
Cependant, le 6 février 2014, l'administration du Trésor a rendu publique une nouvelle liste noire d'entités et de personnes physiques accusées notamment d'être liées à des activités de prolifération nucléaire au profit de l'Iran, ou d'avoir cherché à contourner les sanctions en vigueur. Par l'effet de cette mesure, les avoirs que ces personnes et entités détiendraient aux États-Unis sont gelés, toute transaction entre celles-ci et des ressortissants des États-Unis est prohibée, et toute personne étrangère qui leur apporterait un quelconque soutien verrait ses avoirs aux États-Unis également gelés.

#### Mesures prises par l’Union Européenne
En Europe, la suspension de certaines sanctions a fait l’objet d’une Décision du Conseil de l’Union Européenne (Décision 2014/21/PESC), et d’un Règlement (2014/42/UE).
Parmi les principales mesures contenues dans la Décision 2014/21/PESC, figurent la suspension, jusqu'au 20 juillet 2014, de différentes sanctions édictées dans la Décision 2010/413/PESC du Conseil de l’UE (du 26 juillet 2010) :
- la suspension de l’interdiction (contenue dans la Décision 2010/413/PESC du Conseil de l’UE) du transport de pétrole brut iranien.
- la suspension de l’interdiction de la fourniture de produits d'assurance et de réassurance, en lien avec l'importation, l'achat ou le transport de pétrole brut iranien.
- la suspension de l’interdiction d'importation, d’achat ou de transport de produits pétrochimiques iraniens.
- la suspension de l'interdiction de « la vente directe ou indirecte, l'achat, le transport ou le courtage d'or et de métaux précieux ainsi que de diamants à destination, en provenance ou en faveur du gouvernement iranien, de ses organismes, entreprises ou agences publics, de la Banque centrale d'Iran, ainsi qu'à destination, en provenance ou en faveur de personnes et d'entités agissant pour leur compte ou sur leur ordre, ou d'entités qui sont leur propriété ou sont sous leur contrôle » (édictée par la Décision 2010/413/PESC du Conseil de l’UE, article 4 quater) ; cette suspension concerne l'or et les métaux précieux seulement.
- la suspension de l’interdiction de fournir des navires conçus pour le transport ou le stockage de pétrole ou de produits pétrochimiques à des personnes, entités ou organismes iraniens.

La Décision 2014/21/PESC relève également (en les multipliant par dix) les seuils d’autorisation de l’UE pour les transferts de fonds vers ou en provenance d’Iran, dans le cadre des transactions non soumises aux sanctions.
Parmi les premiers effets de la suspension de certaines sanctions, la presse iranienne a annoncé le 27 janvier 2014 que 14 compagnies pétrochimiques iraniennes devraient très prochainement bénéficier d’une suspension des sanctions. 
Par ailleurs, la suspension des sanctions, et les perspectives de renouveau des relations commerciales avec l’Iran, ont conduit différents pays à organiser des visites en Iran de délégations de chefs d’entreprises ; ainsi, le Medef a conduit une délégation de 116 patrons français en Iran début février 2014. Le ministre français des finances, Pierre Moscovici, évoquait le 30 janvier 2014 des "opportunités commerciales significatives" pour la France en Iran si les sanctions sont levées. L'agence Reuters a indiqué que le constructeur français Renault avait repris fin janvier 2014 ses livraisons de pièces détachées automobiles à l'Iran, et que son rival PSA Peugeot Citroën envisageait également son retour sur le marché iranien.
Il a été affirmé que le Secrétaire d’État des États-Unis, John Kerry, avait appelé au téléphone le ministre français des Affaires étrangères Laurent Fabius pour marquer sa désapprobation face à la reprise de ces contacts commerciaux.